# Åremorden
Åremorden är en svensk kriminalserie som hade premiär på Netflix den 6 februari 2025. Joakim Eliasson och Alain Darborg står för regi. Karin Gidfors och Jimmy Lindgren har skrivit manus. Seriens första säsong består av fem avsnitt. Serien är baserad på Viveca Sten två första romaner om Åremorden, Offermakaren och Dalskuggan.

## Handling
Serien kretsar kring de två poliserna Daniel Lindskog (Kardo Razzazi) och Hanna Ahlander (Carla Sehn) som trots små resurser sliter med att lösa grova brott i den jämtländska fjällvärlden. En ung kvinna försvinner under Luciaaftonsnatten och Ahlander börjar titta på fallet med hjälp från Lindskog.

## Roller i urval
- Carla Sehn – Hanna Ahlander
- Kardo Razzazi – Daniel Lindskog
- Charlie Gustavsson – Anton Lundin
- Francisco Sobrado – Raffe Herreda
- Maxida Märak – Ylva Labba
- Pia Johansson – Birgitta Grip
- Cora Watson – Lydia
- Cecilia Von Der Esch – Ida Lindskog
- Linton Calmroth – Viktor Malm
- Moa Gammel – Annika Risberg
- Siham Shurafa – Mira Berg
- Olle Sarri – Fredrik Berg
- Freddie Mosten-Jacob – Amanda Halvorsén
- Sofia Ledarp – Lena Halvorsén
- Henrik Norlén – Harald Halvorsén
- Frida Argento – Ebba Niemi
- Robin Stegmar – Bosse Lundh
- Fredrik Söderholm – Lasse Sandahl
- Moa Stefansdotter – Karolina
- Alva Kristiansson – Mimmi
- Kid Angland – Kalle
- Algot Tangen – Alice
- Amalia Holm – Rebecka Nordhammar
- Björn Elgerd – Ole Nordhammar
- Viktor Åkerblom – Johan Andersson
- Agnes Kittelsen – Marion Andersson
- Baxter Renman – Leo Andersson
- Jon Øigarden – Jens Wernolf
- Samuel Astor – Carl Willner
- Philip Oros – Linus Sundin